# Szent Péter-templom (Grado del Pico)
A Szent Péter-templom a spanyolországi Ayllón községhez tartozó Grado del Pico jelentős műemléke.

## Története
Eredetileg romanikus stílusban épült: ebből a korszakból származik a mai is látható harangtorony, a déli árkádos rész és valószínűleg a falak egy része is, de az épület nagy része a 15. és 16. századi újjáépítéskor keletkezett.

## Leírása
Az épület a közép-spanyolországi kistelepülésen, az alig néhány lakosú Grado del Pico északi részén található. Különleges értéke az az egykor nyitott árkádsorral szegélyezett, mára a főbejárat kivételével elfalazott folyosó, amely egyébként egész Segovia tartomány legnyugatabbi romanikus stílusú építészeti eleme. Ez a rész a kaputól balra és jobbra is három-három félköríves záródású nyílást tartalmazott. A kaput félkörívben sorakozó, kis démonfejeket ábrázoló kőfaragványok keretezik: ezek nagyon hasonlítanak a pecharrománi Szent András-templomon megfigyelhetőekhez. Különlegesek a kaput oldalról szegélyező oszlopok díszes fejezetei: a jobb oldalin például egy pár griffmadár látható (ez is hasonlít az előbb említett pecharrománi templomhoz, de a térség több másik épületén is megtalálható ilyen dísz), míg a bal oldalin egy olyan jelenet elevenedik meg, ami viszont ritka a kasztíliai romanikában (ellentétben az aragóniaival, ahol gyakori): a bibliai háromkirályok egyikét ábrázolja, amint lehajol, hogy a kisded Jézus lábát megcsókolja. Az árkádsor oszlopfői között is vannak érdekesek. Az egyiken például két hárpia látható egy groteszk maskara mellett, amelyből indák vagy kígyók nőnek ki, egy másikon pedig néhány emberalak van, amelyek közül az egyiknek pikkelyes a teste, a következő bal kezében egy liliomhoz hasonló növényt tart, a harmadik pedig egyik kezében egy bunkósbotot fog, másikkal pedig valószínűleg egy ló farát, miközben fejét egy nyílvessző szúrja keresztül. A befalazás miatt azonban az oszlopfő többi részlete nem látható. Hogy ennek az ábrázolásnak mi az értelme, arra a szakértők sem tudnak pontos választ adni, egyesek esetleg valamilyen vándorénekesi vagy cirkuszi előadást gyanítanak mögötte. Van egy olyan oszlopfő is, amelyet növényi indák hálózata díszít, közte pedig toboz- vagy ananászszerű felületkitöltések láthatók. Egy kívülről nem látható helyen van még két érdekes oszlopfő, amelyek katonákat és három angyalt ábrázolnak, valamint egy síremléket, amelyben egy holttest hever. Valószínűleg ez azt a pillanatot ábrázolja, amikor Krisztust eltemették, de még nem támadt fel.
A négyzet alaprajzú, faragott kövekből felépített, díszítés nélküli harangtorony a templom nyugati oldalán emelkedik, felső részén négy darab viszonylag keskeny, félköríves záródású nyílás található, amelyből kettő már nem eredeti, hanem évszázadokkal később építették újjá őket.

## Képek

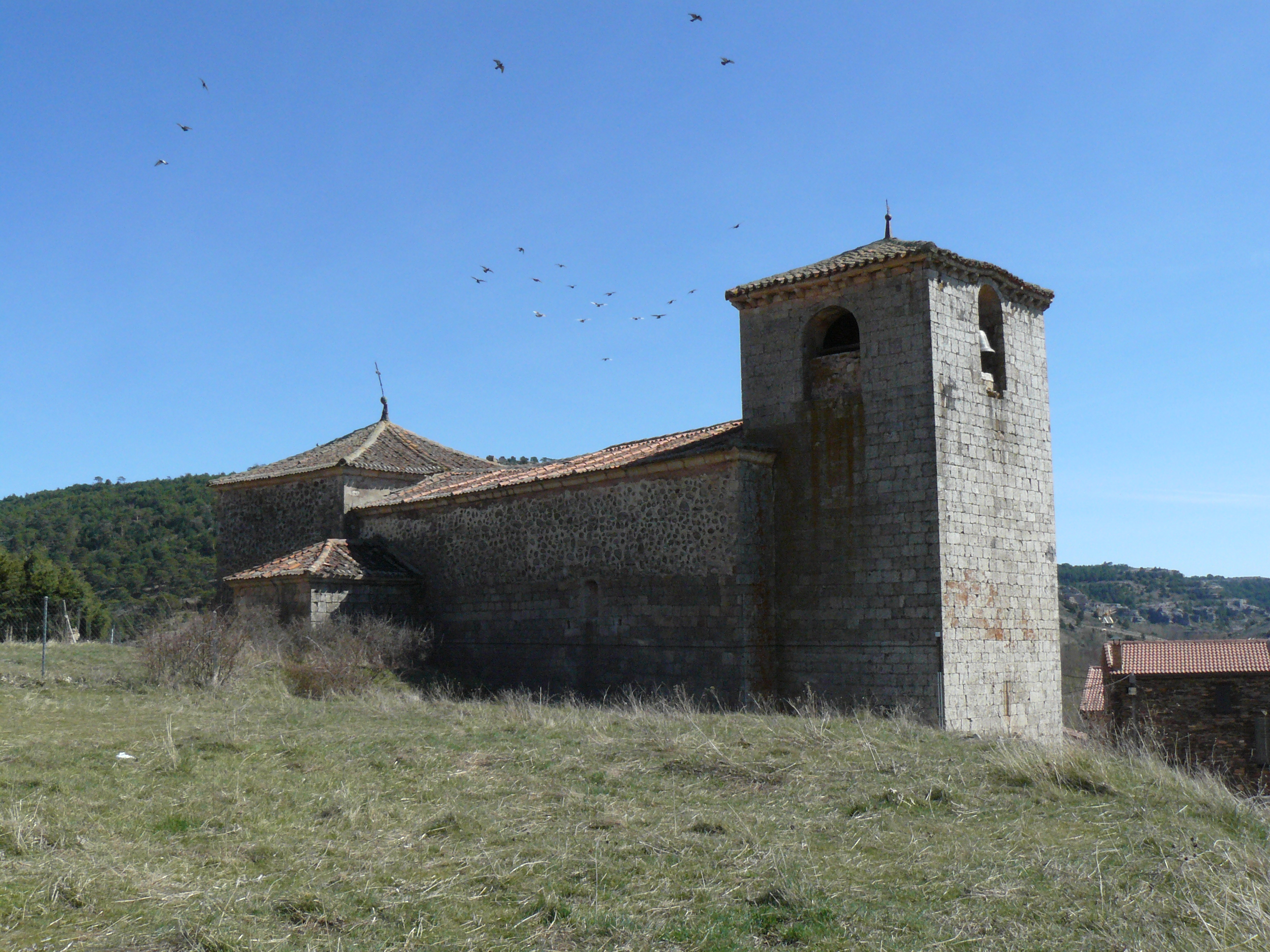
Az épület
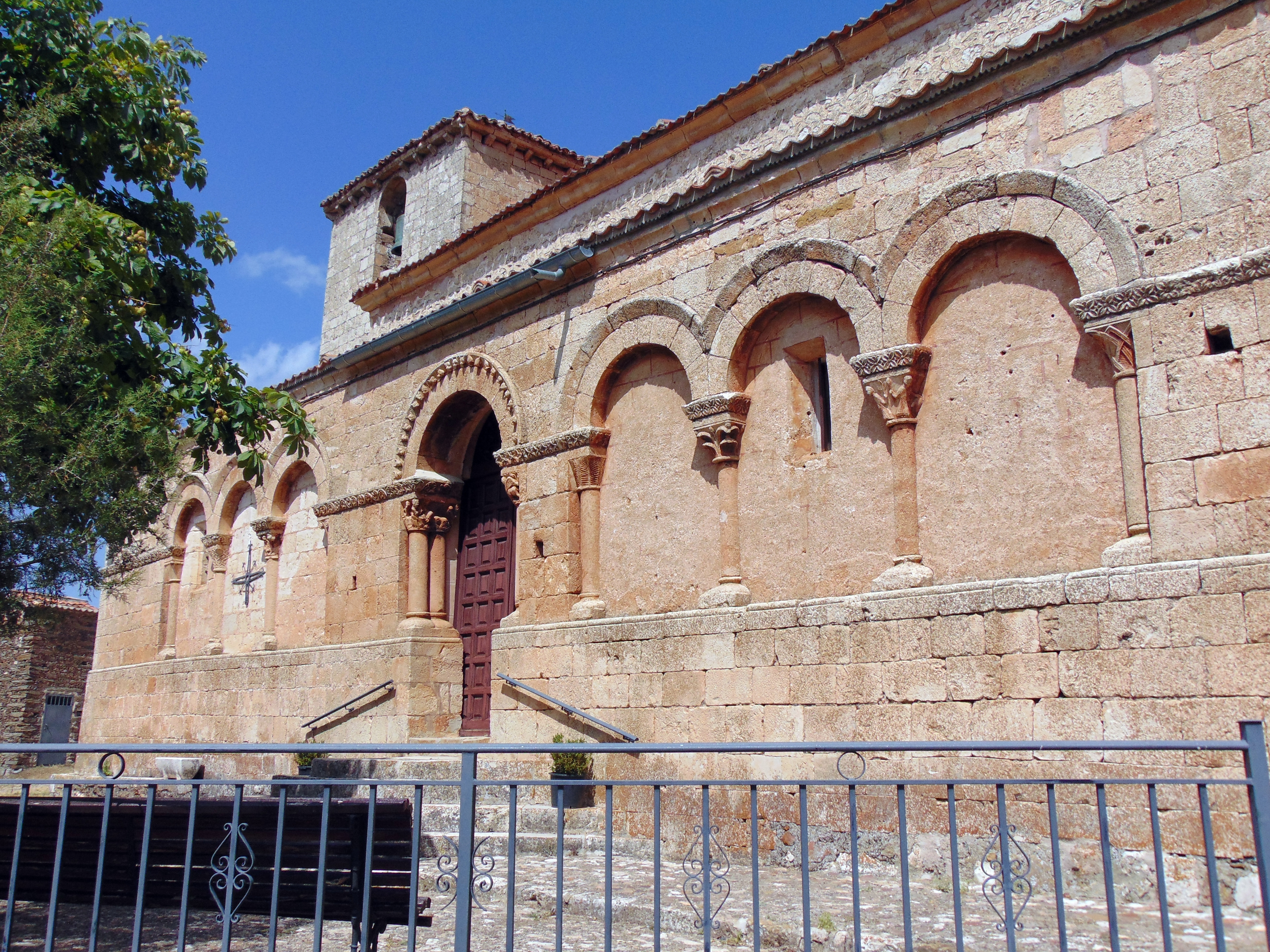
A déli homlokzat
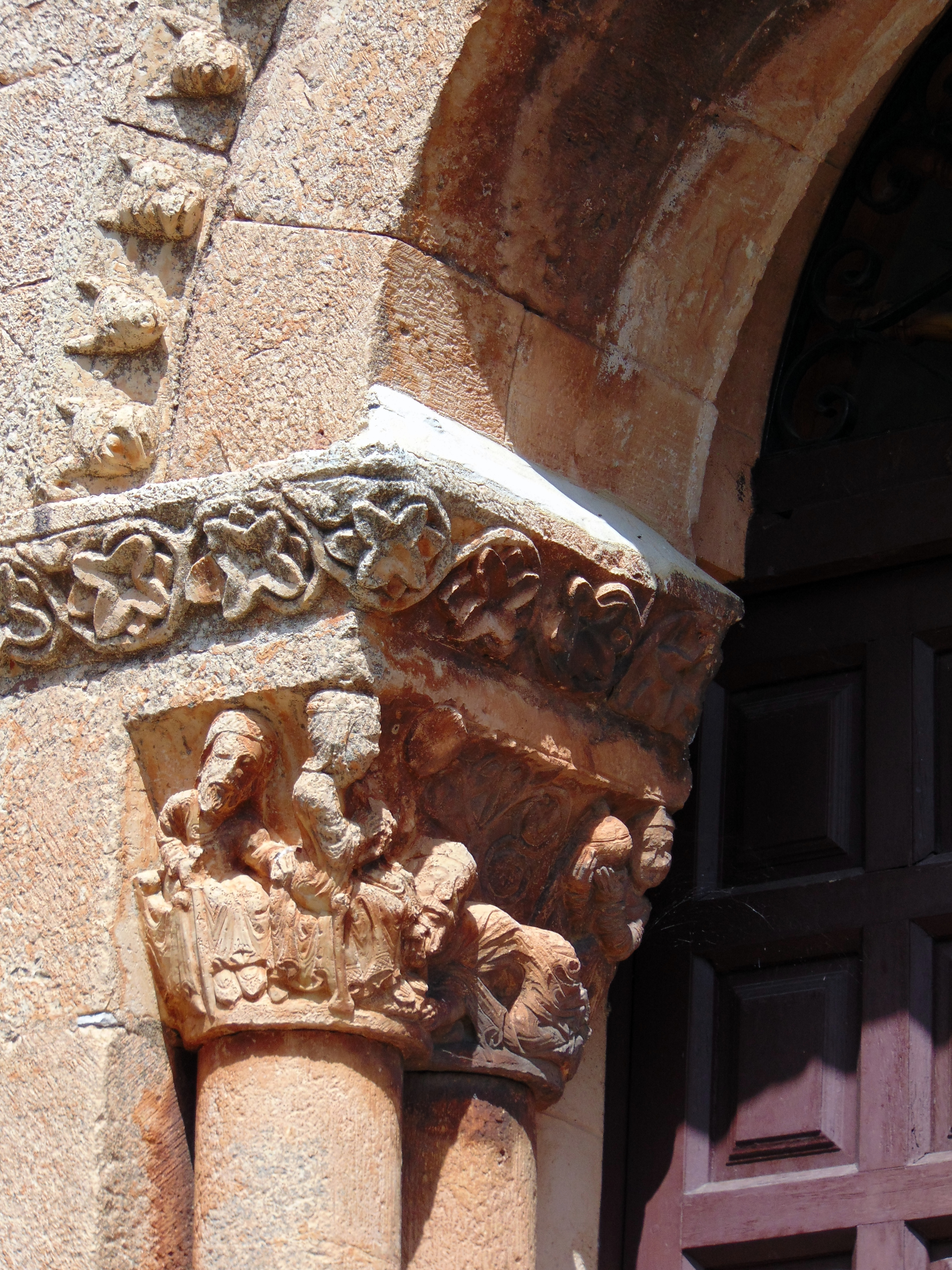
A főkapu részlete
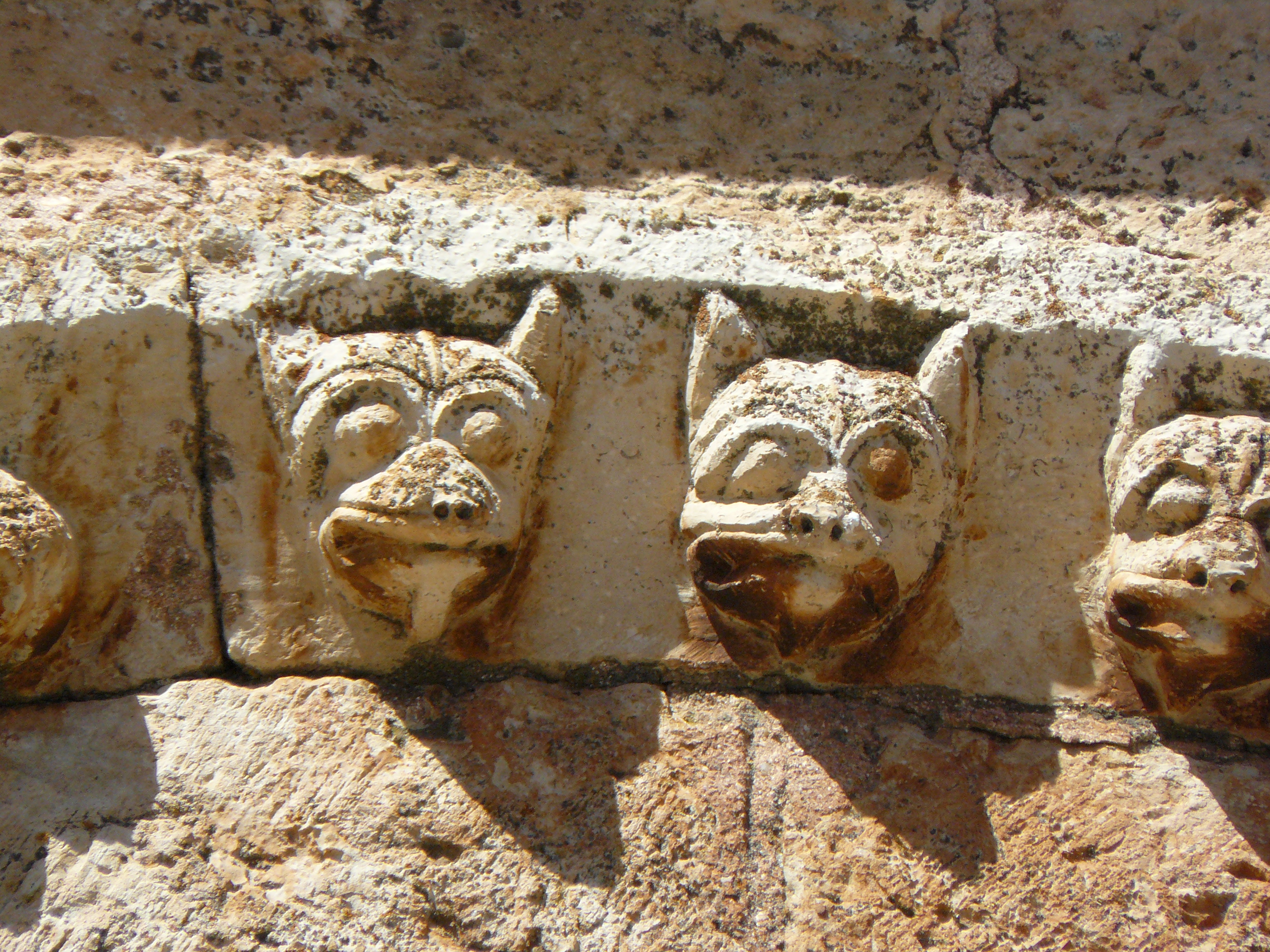
Faragványok